# Julodis clouei
Julodis clouei es una especie de escarabajo del género Julodis, familia Buprestidae. Fue descrita científicamente por Buquet en 1843.